# کاموشلائورن
کاموشلائورن (به لاتین: Camoscellahorn) یک کوه در سوئیس است که در کانتون وله واقع شده‌است. کاموشلائورن ۲٬۶۱۲ متر بالاتر از سطح دریا واقع شده‌است.